# Mister Polski
Mister Polski – konkurs piękności dla mężczyzn, organizowany w Polsce przez przedsiębiorstwo Missland Sp. z o.o. i agencję Grabowska Models od 2006 na miejsce wyborów Mister Poland.
Pierwszy konkurs piękności dla mężczyzn pod szyldem Mister Polski zorganizowany był w 1990, wygrał go Dariusz Młynarczyk. Format nie był jednak kontynuowany. W konkursie mogą brać panowie pomiędzy 18 a 30 rokiem życia, mający polskie obywatelstwo, będący stanu wolnego oraz bezdzietni.

## Laureaci konkursu
- 1990: Dariusz Młynarczyk
- 2006: Daniel Madej (ur. 1982, Bierna); ma 191 cm wzrostu; Mister Beskidów, reprezentant Polski w konkursie Mister World 2007.
- 2007: Michał Chalabala (ur. 8 marca 1984 we Wrocławiu); ma 192 cm wzrostu; lekkoatleta i trener personalny.
- 2008: Marcin Pasternak (ur. 1983 w Andrychowie, zm. 24 czerwca 2018 w Marcyporębie[3][4]); miał 183 cm wzrostu, policjant.
- 2009: Maksymilian Lewandowski (ur. 1991 w Pyrzycach), reprezentant Polski w konkursie Mister World 2010.
- 2011: Krystian Kurowski (ur. 1985 w Ruskiej); ma 187 cm wzrostu; finalista Fitlook Models 2013, reprezentant Polski w konkursie Mister World 2012.
- 2014: Rafał Maślak (ur. 3 lutego 1989 w Międzyrzeczu); ma 184 cm wzrostu; strażak ochotnik, uczestnik programów Dancing with the Stars. Taniec z gwiazdami (2014) i Agent – Gwiazdy (2016); 3. Wicemister International 2014.
- 2015: Rafał Jonkisz (ur. 14 września 1997[5] w Rzeszowie); ma 187 cm wzrostu, 88 kg; akrobata, wicemistrz świata w Show Dance (Praga 2014), uczestnik programów Mam talent! (2014), Dancing with the Stars. Taniec z gwiazdami (2016) i Agent – Gwiazdy (2019); półfinalista konkursów Mister World 2016[6] i Mister Supranational 2016, reprezentant Polski w konkursie Mister International 2015
- 2016: Jan Dratwicki (ur. 22 czerwca 1997 w Łodzi); ma 185 cm wzrostu; model, reprezentant Polski w konkursach: Mister International 2016 i Mister Supranational 2017.
- 2017: Jakub Kucner (ur. 28 marca 1988 w Poznaniu); ma 183 cm wzrostu; aktor, model, trener fitness[7], uczestnik programu Dancing with the Stars. Taniec z gwiazdami (2019).
- 2018: Tomasz Zarzycki (ur. 13 maja 1993 w Łodzi); ma 188 cm wzrostu; model, student logistyki. Mister Pytania na śniadanie i Mister Internetu[8].
- 2019: Daniel Borzewski (ur. 17 sierpnia 1996 w Warszawie); tancerz. Mister „Best Hair” i „Best Body”[9].
- 2020: Jakub Kowalewski (ur. 1995 w Szczecinku); ma 182 cm wzrostu; przedstawiciel handlowy w branży motoryzacyjnej[10].
- 2023: Daniel Tracz (ur. 1 sierpnia 1997 w Dzierżoniowie); ma 189 cm wzrostu; model, uczestnik programu Top Model; uczestnik wyborów Mister Supranational 2023.
- 2024: Patryk Karbowski (ur. w Żarnowie Drugim)
- 2025: Adam Wyszyński (ur. w 1993 roku); polski model, dziennikarz, działacz społeczny, przedsiębiorca, konferansjer